# Boulikessi (Mali)
Pour les articles homonymes, voir Boulikessi.
Boulikessi est une ville du centre-est du Mali.

## Histoire
La ville est le théâtre de nombreux combats au cours de la guerre du Mali. Le 5 mars 2017, les djihadistes du Groupe de soutien à l'islam et aux musulmans tuent 15 militaires maliens dans une attaque contre une patrouille aux abords de la ville,. Le 30 septembre 2019, le camp militaire est pris d'assaut par les djihadistes et 40 à 85 soldats maliens sont tués. Les 30 et 31 octobre 2020, 50 et 60 combattants d'Ansarul Islam sont tués par les forces françaises près de Boulikessi,. Le 24 janvier 2021, le Groupe de soutien à l'islam et aux musulmans attaque Boulikessi, mais il repoussé par les forces franco-maliennes et laisse une trentaine de morts,. Le 1er juin 2025, les djihadistes parviennent à reprendre le camp de Boulikessi et au moins 100 soldats maliens y trouvent la mort.